# Prijelom rebara
Prijelom rebara, (lat - fractura costarum), je djelomični ili potpuni prekid kontinuiteta  rebara, nastao kao posljedica djelovanja mehaničke  sile koja nadmašuje otpornost  koštanog tkiva. Mehanička sila na mjestu djelovanja oštećuje i meke strukture pa su prijelom i rebara često udruženi s  nagnječenjem ,  oguljotinom ili  razderinom. 

## Faktora rizika
Prijelomu rebra obično prethodi značajna ozljeda i većina prijeloma rebara su posljedica  nesretnog događaja. Prijelomi rebra mogu nastati i spontano ili tijekom neadekvatne ozljede u čijoj osnovi su bolesti kao što je osteoporoza ili koštane metastaze. 
Najčešći čimbenici rizika za prijelom rebara su: 
- Sportske aktivnosti
- Senilnost
- Zlostavljanje
- Reanimacija u medicini
- Metastaze kostiju
- Osteoporoza
- Kašalj

## Mehanizam nastanka
Pošto prsni koš zauzima veliki dio tijela, on ima istureni položaj i često je sklona ozljedama. Tijekom tih ozljeda, rebra su najviše izložena ozljedama, pa i prijelomima. Kod mlađih osoba, zahvaljujući elastičnosti rebara, pojava je prijeloma znatno rjeđa nego kod starijih osoba, kod kojih osim zakrečenosti  hrskavice nastaje i staračka osteoporoza. 
Kako je središnji dio prsnoga koša najistureniji, najčešće se prijelomi rebara javljaju kod srednjih rebara, a najrjeđe kod gornja tri, koja su na izvjestan način zaklonjena  ključnom kosti. Lokalizacija prijeloma je najčešća na prednjim ili zadnjim zavojima, a prouzročena je izravnim (direktnim) ili posrednim (indirektnim) djelovanjem sile.

## Vrste
- Poprečni prijelomi, su obično izazvani direktnim i snažnim udarom mehaničkoga oruđa u prsni koš. Kod ovi prijeloma krajevi kosti ponekad bivaju utisnuti u dubinu, pa mogu izazvati rascjep porebrice i ozljede unutarnjih organa (pluća, srca, krvnih žila)
- Kosi prijelomi, su obično izazvani posrednim utjecajem sile, pri kompresiji prsnoga koša, i najčešće su lokalizirani na prednjem ili stražnjem zavoju. Kod ovih prijeloma fragmenti su oštri, a površina prijeloma je upravljena medijalno (prema sredini) ili lateralno (prema van), te ako je prijelomljeno više rebara nastaje znatna pokretljivost i deformacija zida prsnoga koša, iznad mjesta ozljede.

## Dijagnoza

### Objektivi pregled
Dijagnoza prijeloma rebra se često postavlja opipavanjem (palpacijom) na mjestu ozljede, kada se pod prstima osjećaju neravnine na površini rebara, pojava oštroga bola praćenog pucketanjem (krepitacijama) i pomicanjem dijelova prijelomljenih rebara pri jačem pritisku. 

### Radiološka dijagnostika
Sumnja na prijelom rebara najpouzdanije se potvrđuje; 
- radiografijom prsnoga koša u nekoliko pravaca,
- ultrazvučnim pregledom
- kompjuteriziranom tomografijom.

Dijagnostika prijeloma rebra nije uvijek laka, kao i dijagnostika komplikacija ovih prijeloma koji moraju pravodobno biti uočeni jer mogu životno ugroziti povrijeđenog zbog; krvarenja, ozljeda srčane i plućne maramice, pluća i organa trbuha. 
Također radiološkim dijagnostikom treba isključiti i moguće druge ozljede koje mogu biti udružene s prijelomom rebara. 

## Komplikacije
Kao posljedica prijeloma rebara mogu nastati razne komplikacije, prećen lakšim ili težim posljedicama; 
- Infekcija izlivene krvi na mjestu prijeloma, s pojavom osteomijelitisa (gnojenja kostiju) ili apscesa (lat- abscessus) zida prsnoga koša, s mogućom  sepsom.
- Slomljeni krajevi rebara mogu izazvati rascjep međurebarnih  krvnih žila, pa doduše rijetko, dovesti do masne  embolije, ili smrtonosnoga krvarenja u prsnu šupljinu, ako je istovremeno poderana i porebrica.
- Ozljede unutarnjih organa fragmentima polomljenih rebara, kao što su;

- Pluća , praćene pojavom pneumotoraksa i hemotoraksa, uz  poremećaj disanja,  asfiksiju i iskrvarenja.
- Srce (nešto rjeđe) može dovesti do njegove tamponade izlivenom krvlju u  srčanu kesu ili akutnoga zastoja zbog poremećaja ritma.
- Dijafragma (prečage), prate obilna krvarenja i poremećaj disanja zbog jakih bolova
- Organi trbušne šupljine; (jetra, slezena, želudac, crijeva)

Prijelome rebara prati jak bol, koji ograničava pokrete prsnog koša, i umanjuje opseg respiracija (disanja). Pokreti rebara mogu biti i vrlo opsežni i spljošte prsni koš i spriječe širenje pluća kod  inspiracije (udaha) što može uzrokovati pojavu  atelektaze i sekundarne (naknadne) upala pluća.

## Terapija
Ne postoji poseban tretman za liječenje prijeloma rebara, a osnovne mjere terapije predviđaju; 
- Opće mjere;

- kupiranje boli,
- mirovanje,
- suzbijanje kašlja,
- sprječavanje sekundarne infekcije pluća,

- Simptomatske mjere;

- zaustavljanje krvarenja,
- sanacija rascjepa srčane i plućne maramice, prečage, jetre, slezene, crijeva
- sanacija pneumotoraksa i hemotoraksa itd.

## Vanjske poveznice
- Prijelom kostiju
- Pneumotoraks
- Rebra